# Černý Důl
Černý Důl (německy Schwarzental) je městys v okrese Trutnov v Královéhradeckém kraji. Žije v něm 703 obyvatel.

## Historie

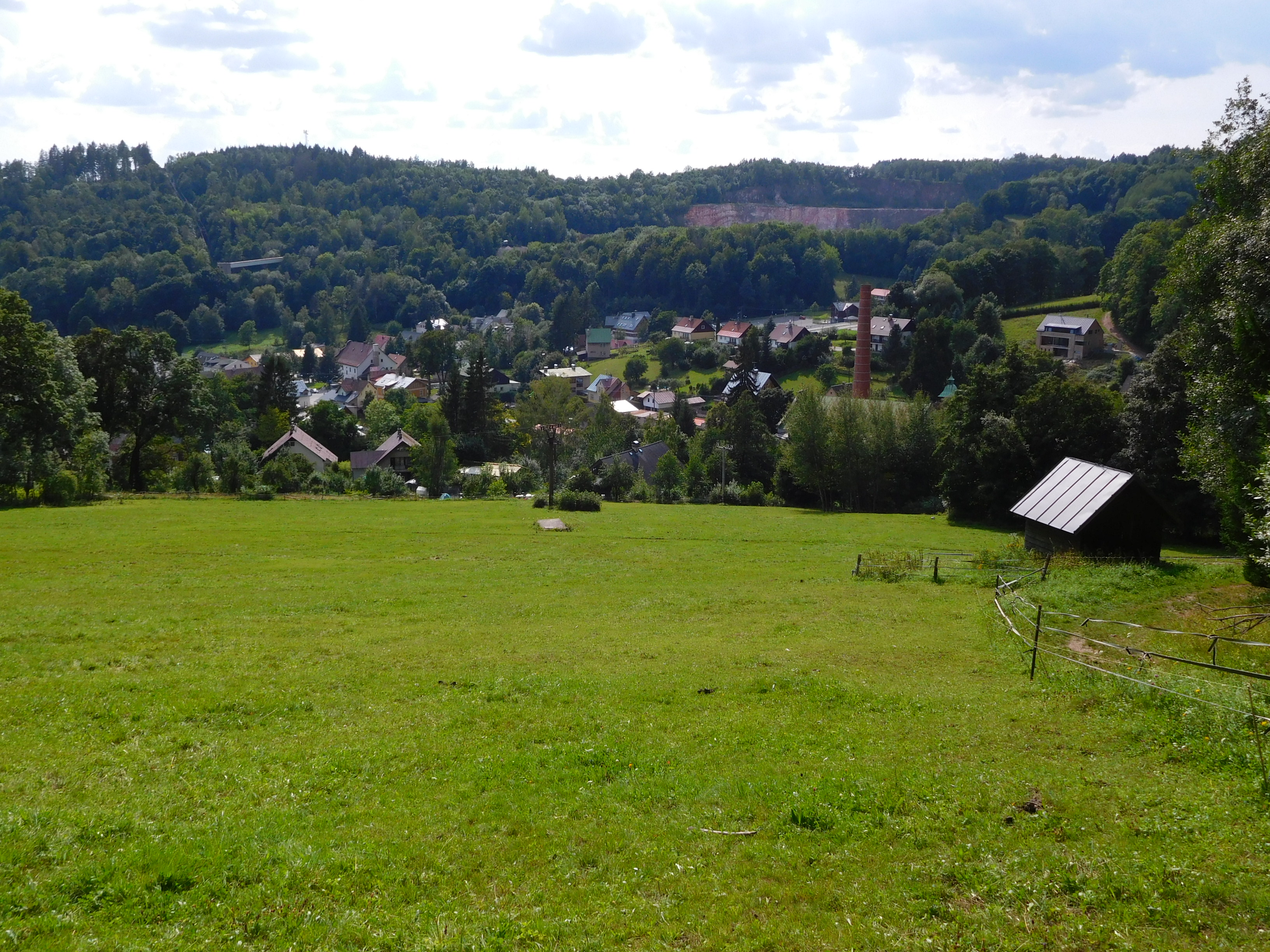
Celkový pohled od severovýchodu

První písemná zmínka o městečku pochází z roku 1556.
Obci byl 11. března 2008 obnoven status městyse.

### Těžba
Přímo na západ od středu Černého Dolu jsou vápencové lomy. Ve středověku se v Černém Dole také těžilo zlato, stříbro a železná ruda, později zde byla nalezena i uranová ruda. Od vápencového lomu vede přes Slunečnou Čistou, Malou Sněžku a Malý Lánov 8250 metrů dlouhá nákladní lanovka do Kunčic nad Labem, kde končí v historickém výklopníku. O těžbě je i naučná stezka okolím obce.

## Části obce
- Černý Důl
- Čistá v Krkonoších
- Fořt

osady:
- Bönischovy boudy
- Hrnčířské Boudy

## SkiResort
Severozápadně od středu Černého Dolu se nachází skiareál, který je součástí SkiResortu Černá hora. Nachází se zde 2 lanové dráhy, 3 vleky a 2 pojízdné pásy které obsluhují 8,5km sjezdovek. Jsou to:
- Sedačková lanová dráha Leitner SLF-3 Saxner
- Vlek Bönischovy Boudy
- Vlek Skalka (dlouhodobě mimo provoz)
- Sedačková lanová dráha Leitner SLO-4 Family Express
- Vlek Veronika
- LIVE park – pojízdný pás 1
- LIVE park – pojízdný pás 2

Východně od středu obce se nachází torza vleků U hřbitova 1 a 2, která jsou mimo provoz. Již se nadále nepovažují za součást SkiResortu. V části sjezdovky Vyhlídková se nachází odbočka na kopec Šušmaňák a přilehlé torzo vleku, které naznačuje dávný provoz lyžařského střediska i zde. Sjezdovky jsou:
- 1c Ford Špičák – 1050 m
- 2c Špičák 2 – 1050 m
- 3c U lomu 1 – 1200 m
- 4c U lomu 2 – 1200 m
- 5c Bönischovy boudy – 600 m
- 6c Holandská – 1400 m
- 7c Veronika – 170 m
- 8c LIVE Park – 130 m
- 9c Vyhlídková – 850 m
- 10c Spojka – 100 m
- 11c Propojovací cesta – 200 m
- 12c Funline – 550 m

## Pamětihodnosti
- Kostel svatého Michaela s Křížovou cestou
- Socha Archanděla Michaela na náměstí
- Sloup se sochou svatého Jana Nepomuckého
- Hrob rudoarmějce na náměstí
- Hotel Pošta
- Myslivna
- Na jižním okraji městečka se nachází terénní pozůstatky hradu Purkhybl.